# Géographie de la Guinée

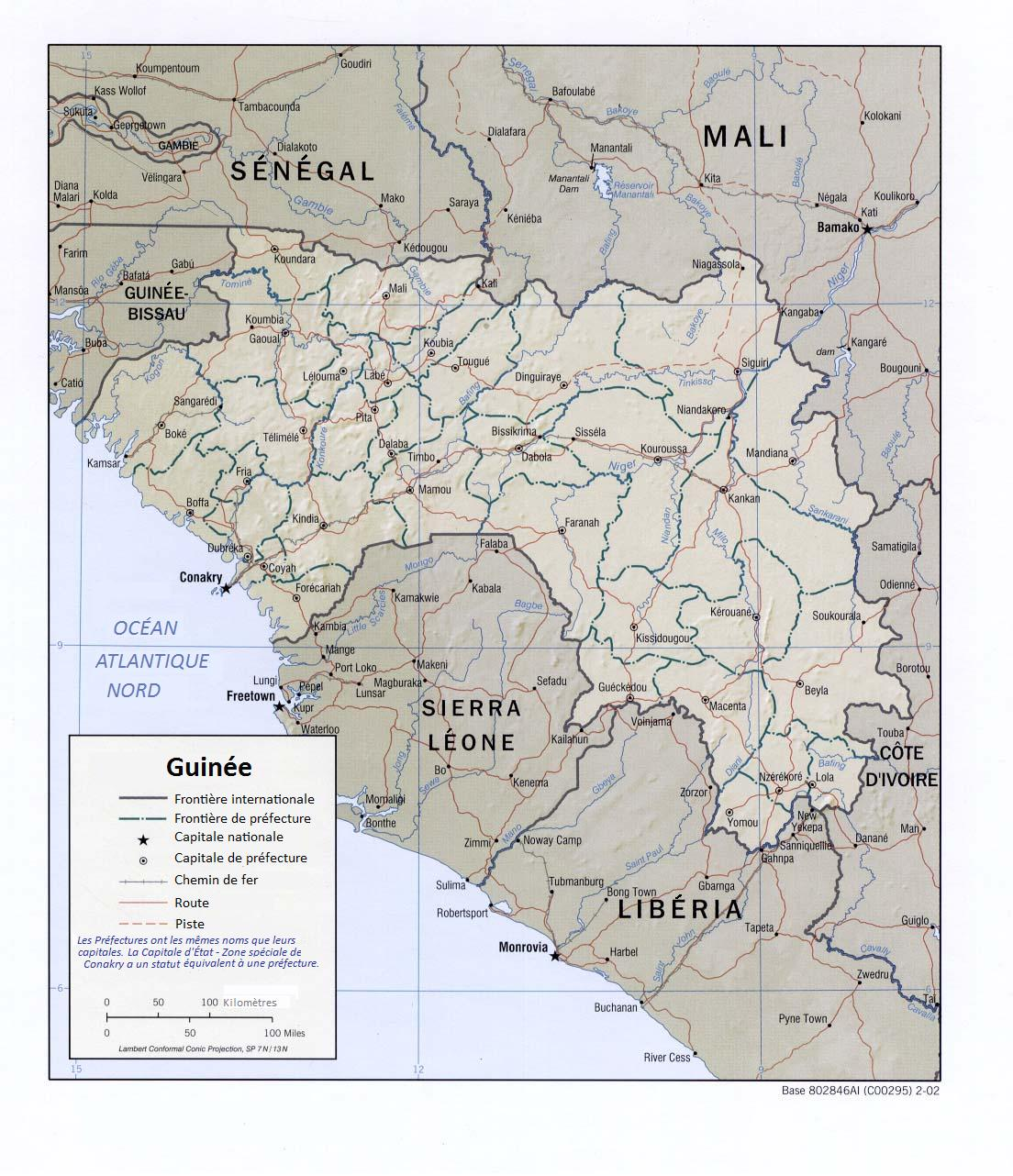
Carte détaillée de la Guinée, y compris les principaux cours d'eau

La Guinée est située en Afrique de l'Ouest. Elle est limitée au nord par le Sénégal, à Nord-ouest par la Guinée-Bissau, à l'ouest par l’océan Atlantique, au sud par la Sierra Leone et le Liberia,à l'Est par la Côte d'ivoire et au nord-est par le Mali. Sa superficie est de 245 857 km2, ce qui représente approximativement la surface du Royaume-Uni en Europe.

## Géographie physique

### Structure du territoire
La Guinée est composé de quatre régions naturelles : 
- la Guinée maritime (ou Basse-Guinée)
- la Moyenne-Guinée
- la Haute-Guinée
- la Guinée forestière

et en huit divisions administratives.

### Relief
La moitié nord du pays s'étage, d'ouest en est, en une plaine maritime (la Basse-Guinée), une région de plateaux et de montagnes (la Moyenne-Guinée) et le plateau aride de Haute-Guinée. La pointe sud-ouest du pays, à l'intérieur du continent, qui bénéficie d'une saison des pluies plus longue, est une région de montagnes boisée, dite Guinée forestière ; c'est là que se trouve le point culminant de Guinée, le mont Nimba (1 752 m), voisin du Liberia.
La plaine côtière de Basse-Guinée est dominée à l'Est par le massif de Benna (1 214 m), le mont Kakoulima (1 011 m) et le mont Gangan (1 117 m). La Moyenne-Guinée entoure le massif du Fouta Djalon qui occupe environ 80 000 km2 et culmine au mont Loura (1 532 m). Il est constitué principalement de plateaux étagés à souvent plus de 1 000 m entaillés par des vallées, dominant des plaines et dépressions jusqu'à environ 750 m. Près de Dalaba, le mont Kavendou culmine à 1 421 m. Le massif du Fouta Djalon est principalement constitué de grès siliceux et de schistes mais d'importantes surfaces sont recouvertes par des cuirasses ferrugineuses ou bauxitiques. À l'est du Fouta Djalon, la Haute-Guinée est un bassin schisteux avec quelques sommets isolés. La Guinée forestière juxtapose des massifs élevés aux versants abrupts, mont Simandou et mont Nimba, des bas plateaux et des plaines, des bas-fonds et des vallées inondables.

### Hydrologie

#### Bassins versants et cours d'eau

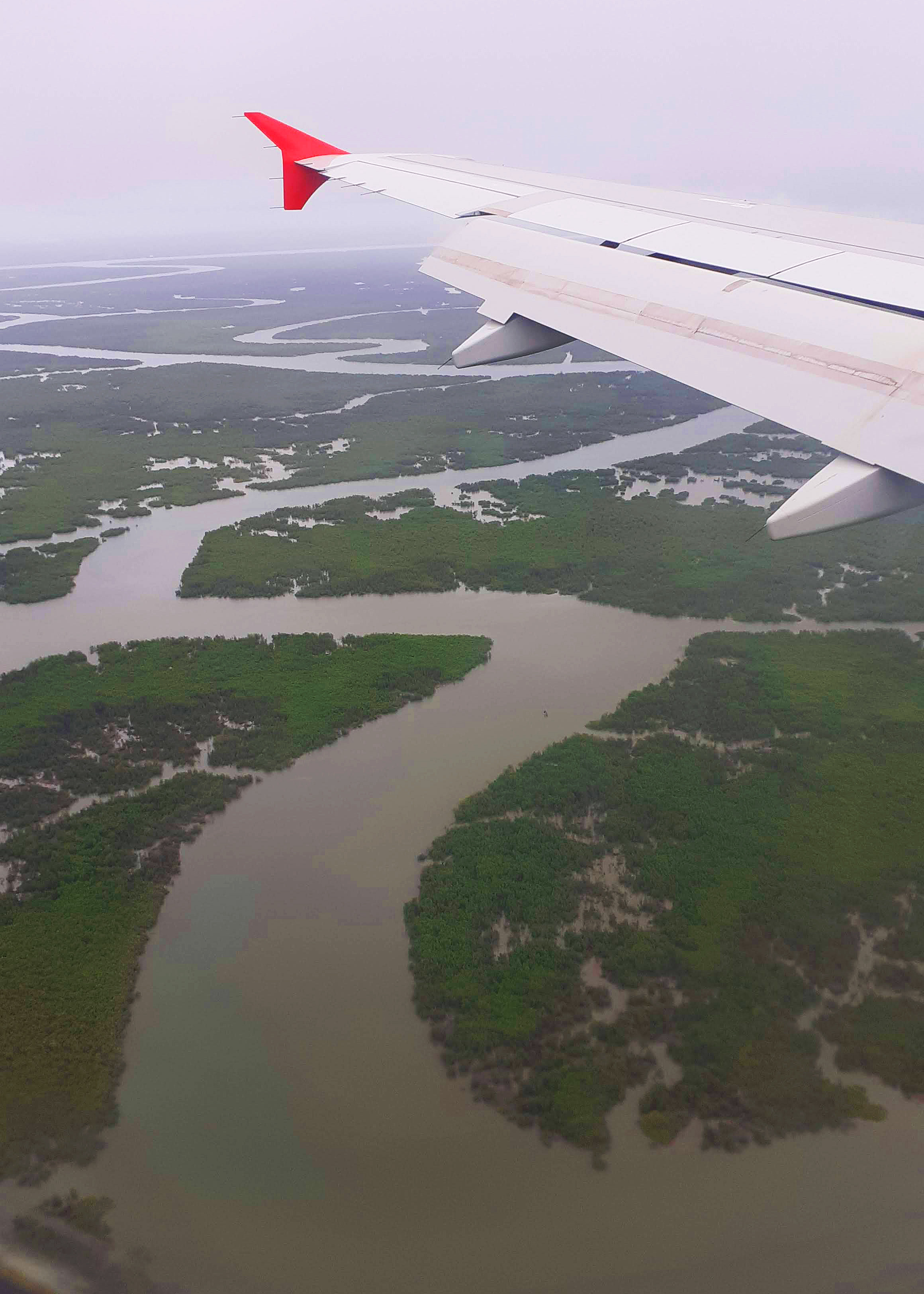

De nombreux fleuves, tels le Niger, le Sénégal, la Gambie trouvent leur source en Guinée, faisant de ce pays "le château d'eau" de l’Afrique de l'Ouest.

#### Bilan hydrique
La Guinée est un des « châteaux d'eau » de l'Afrique. Les précipitations y sont en effet très élevées, et alimentent de puissants cours d'eau coulant vers les pays voisins, dont une bonne moitié, orientés vers le nord et le nord-est, franchissant la frontière, contribuent grandement aux ressources en eau de deux pays du Sahel, le Mali et le Sénégal. Un autre flux se dirige vers le sud et alimente la Sierra Leone et le Liberia.
D'après Aquastat, la hauteur d'eau annuelle moyenne des précipitations est de 1 651, soit pour une superficie de 245 860, un volume de précipitations annuelles de 405,91 km3, arrondis à 406 km3 (France métropolitaine 477,99 km3).
De ce volume d'eaux de pluie, l’évapotranspiration consomme 180 km3. Restent 226 km3 de ressources qui ruissellent ou s'infiltrent sur le territoire du pays (en interne) : le pays est ainsi pratiquement autonome en eau.
En 2008, 102,170 km3 d'eau quittent annuellement le territoire, à destination des pays suivants :
- Mali 53 km3 (alimentation de Niger et du fleuve Sénégal)
- Sierra Leone
- Sénégal 2,17 km3 (fleuves Gambie et Sénégal)
- Guinée-Bissau 15 km3 (notamment vers la rivière Corubal)
- Liberia 32 km3.

Le volume d'eau quittant le territoire est probablement sous-estimé, et donc sans doute plus élevé que 102 km3 par an.
La quantité d'eau restant dans le pays est donc approximativement de 124 km3 annuellement (plus de 10 000 m3 par hab.). La quantité d'eau disponible (qui comprend l'ensemble des ressources créées en interne, plus les apports extérieurs éventuels) est de 226 km3 par an, soit bien plus de 20 000 m3 par habitant et par an (en 2007).

### Géologie
Le pays contient d’importantes réserves naturelles de bauxite (1/3 des réserves mondiales),  d’or, de diamant, de fer, de pétrole, d’uranium, de phosphates et de manganèse.

### Climat
La côte et la plus grande partie des terres de Guinée ont un climat tropical avec une saison des pluies, de type mousson avec des vents de sud-ouest, s’étendant d’avril à novembre, des températures relativement stables et un taux d’humidité élevé. La saison sèche, de décembre à mai, est marquée par l’harmattan, vent de nord-est chargé de sable.
À Conakry, la température oscille généralement entre 23 °C et 29 °C pour 4 300 mm de précipitations annuelles. En Haute-Guinée, sahélienne, la saison des pluies est plus courte et l’amplitude des températures plus grande.

## Environnement

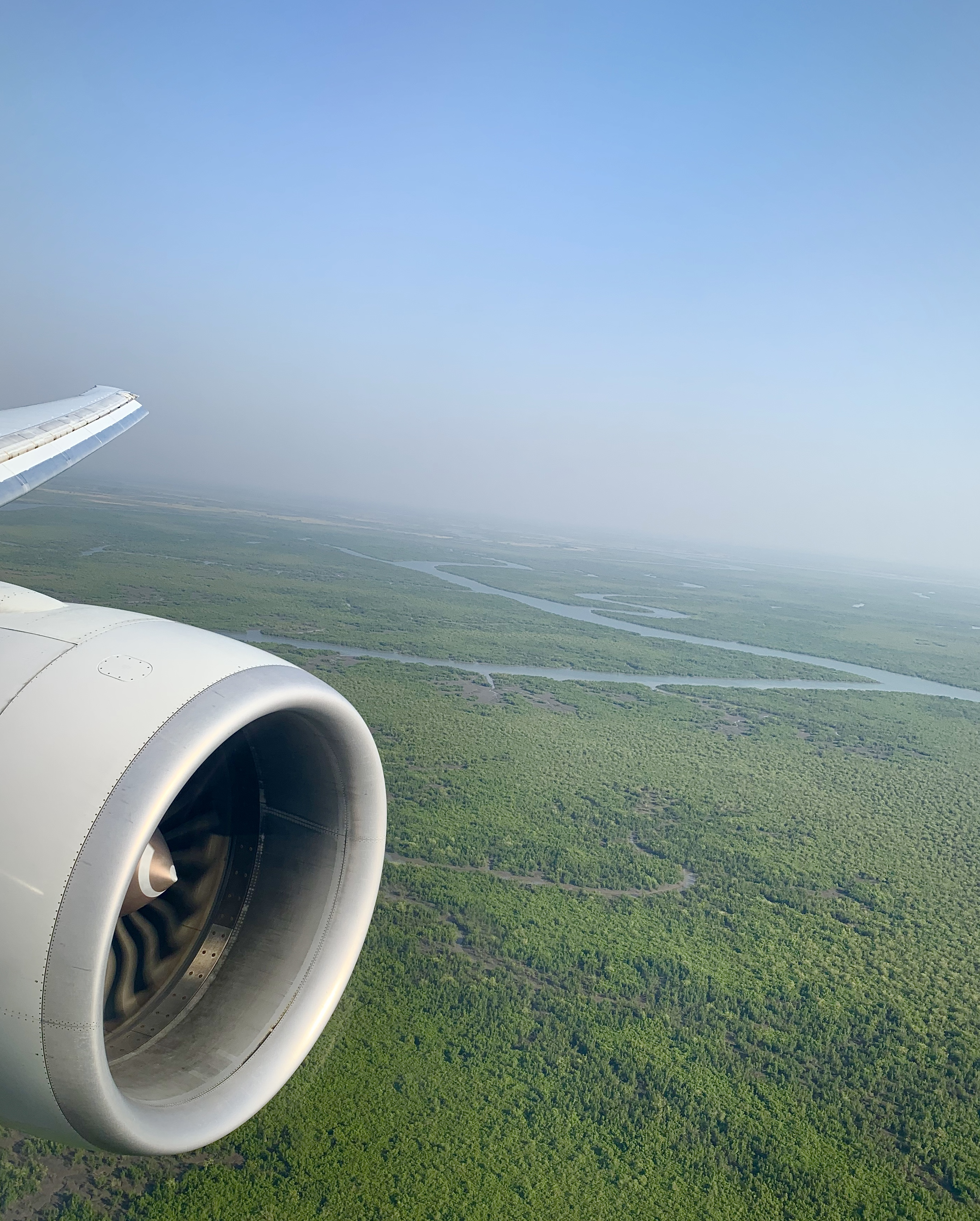
Paysage verdoyant avant l'atterrissage à Conakry.

### Régions naturelles
On distingue quatre zones géographiques :
- une zone côtière, la Basse-Guinée ou Guinée maritime ;
- une zone montagneuse, la Moyenne-Guinée qui comprend le massif du Fouta Djalon ;
- une zone de savane au Nord, la Haute-Guinée ;
- une zone de forêts au Sud-Est, la Guinée forestière.

Ces quatre zones, appelées "régions naturelles", ne correspondent pas aux régions administratives.
La modification de la géographie de Guinée de ces dernières années est due à la fois à l'exploitation anarchique des ressources naturelles et à l’avancée naturelle du désert dans les régions de Haute-Guinée et du Fouta-Djalon, marquées par une érosion des matières fertiles, ce qui appauvrit les sols agricoles.

## Géographie humaine

### Occupation du sol
- Terres cultivables : 2 % ;
- Cultures permanentes : 0 % ;
- Pâturages permanents : 22 % ;
- Forêts : 59 %;
- Autres : 17 %.

Terres irriguées : 930 km2.